# Твалиашвили, Тамара Николаевна
Тама́ра Никола́евна Твалиашви́ли  (груз. თვალიაშვილი, თამარა; 4 апреля 1906—1985) — советская и грузинская театральная актриса, Заслуженная артистка Грузинской ССР (1942). Народная артистка Грузинской ССР (1976).

## Биография
Родилась 4 апреля 1906 года.
В 18 лет (1924 год) окончила драматический факультет при Тбилисской консерватории. Училась у педагогов К. А. Марджанишвили, А. Н. Пагава. В 1926 году закончила Грузинскую драматическую студию В. Мчедлишвили при МХАТе.
Два года (1926—1927) работала актрисой в Тбилисском Красном театре и в театре Батуми.
В 1928 году стала одной из основательниц Грузинского ТЮЗа, в котором проработала до 1959 года.
Скончалась в 1985 году.

## Награды
- 1942 — Заслуженная артистка Грузинской ССР.
- 1976 — Народная артистка Грузинской ССР.

## Роли в театре
- Фриц («Фриц Бауэр» Can и Селиховой),
- Школяр («Матрос и школяр» по Андерсену),
- Герда («Снежная королева» Шварца),
- Джульетта («Ромео и Джульетта» Шекспира),
- Полина («Доходное место»);
- Мария Ивановна («Капитанская дочка» по Пушкину),
- Зураб («Сурамская крепости» по Д. Чонкадзе),
- Гоча (по Дадиани)

и другие.

## Фильмография
- 1969 — Свет в наших окнах — мать Александре
- 1969 — Ну и молодёжь! — бабушка
- 1974 — Родник — Мариам (главная роль)
- 1974 — Они будут счастливы — эпизод
- 1975 — Странствующие рыцари
- 1975 — Не верь, что меня больше нет — мать, получившая письмо
- 1976 — Как утренний туман
- 1977 — Ученик эскулапа
- 1977 — Синема— бабушка Сосико
- 1977 — Мимино — старушка с коровой
- 1978 — Несколько интервью по личным вопросам — эпизод
- 1979 — Брак по-имретински
- 1981 — Мельница на окраине города — Нино Анамурадзе
- 1983 — День длиннее ночи — прохожая
- 1983 — Необыкновенный рейс — пассажирка